# Kalifornsky
Kalifornsky é uma Região censo-designada localizada no estado americano de Alasca, no Distrito da Península de Kenai.

## Demografia
Segundo o censo americano de 2000, a sua população era de 5846 habitantes.

## Geografia
De acordo com o United States Census Bureau, a localidade tem uma área de 181,7 km², dos quais 179,2 km² cobertos por terra e 2,5 km² cobertos por água.

## Localidades na vizinhança
O diagrama seguinte representa as localidades num raio de 24 km ao redor de Kalifornsky.